# Kårlar
Kårlar (Erysimum), singularis kårel, är ett släkte av korsblommiga växter. Kårlar ingår i familjen korsblommiga växter.

## Bildgalleri

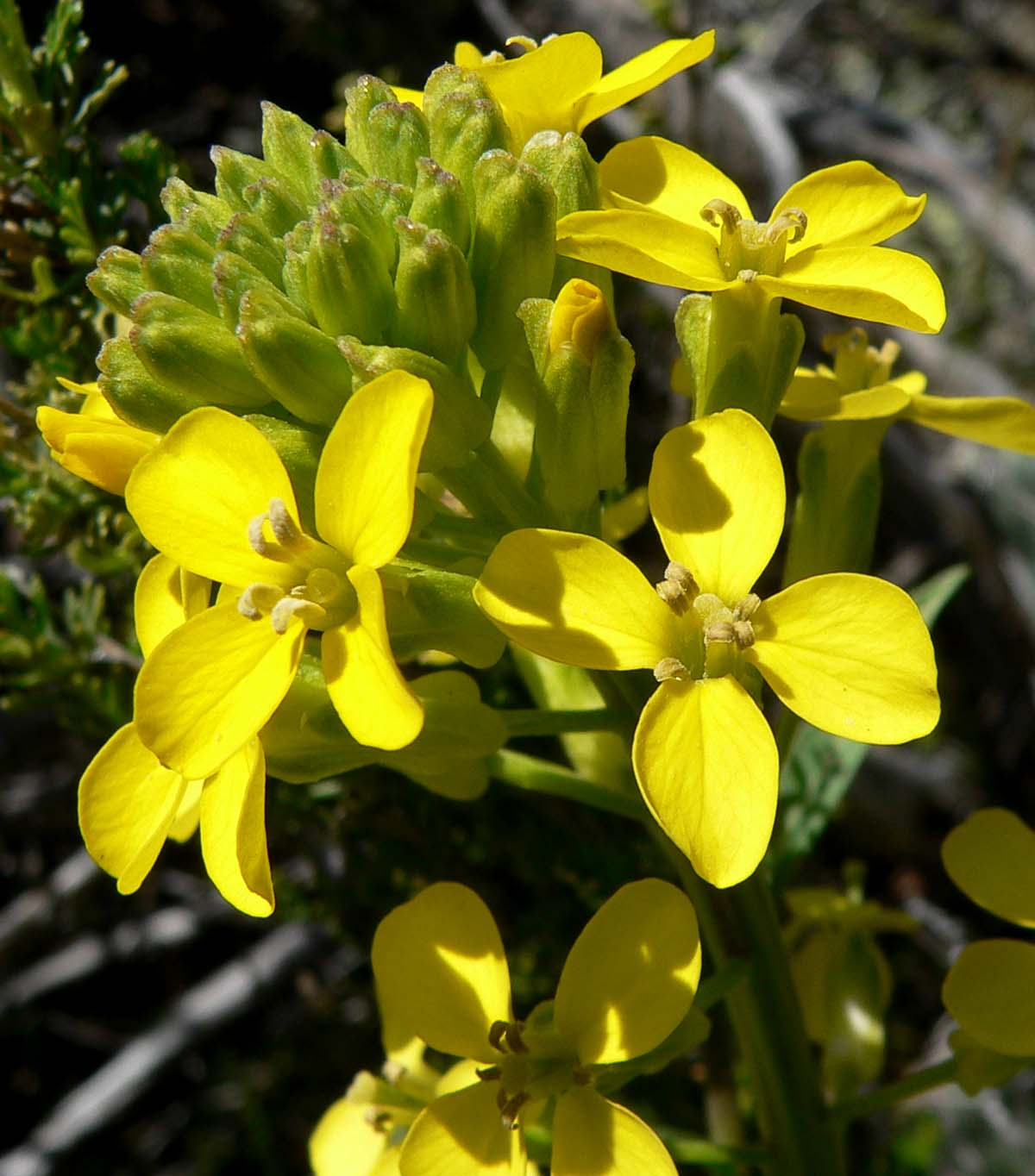
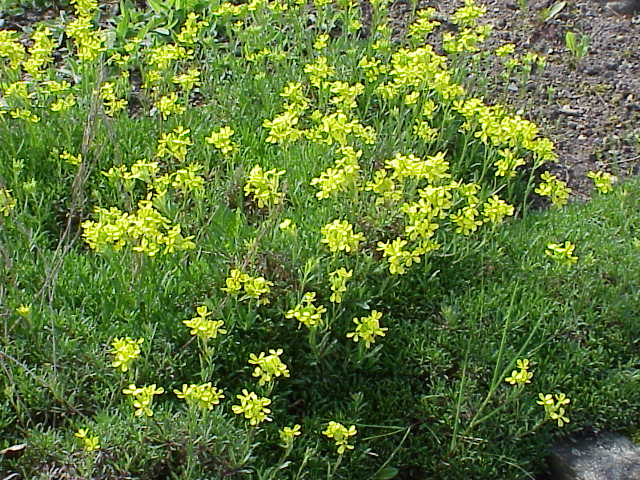
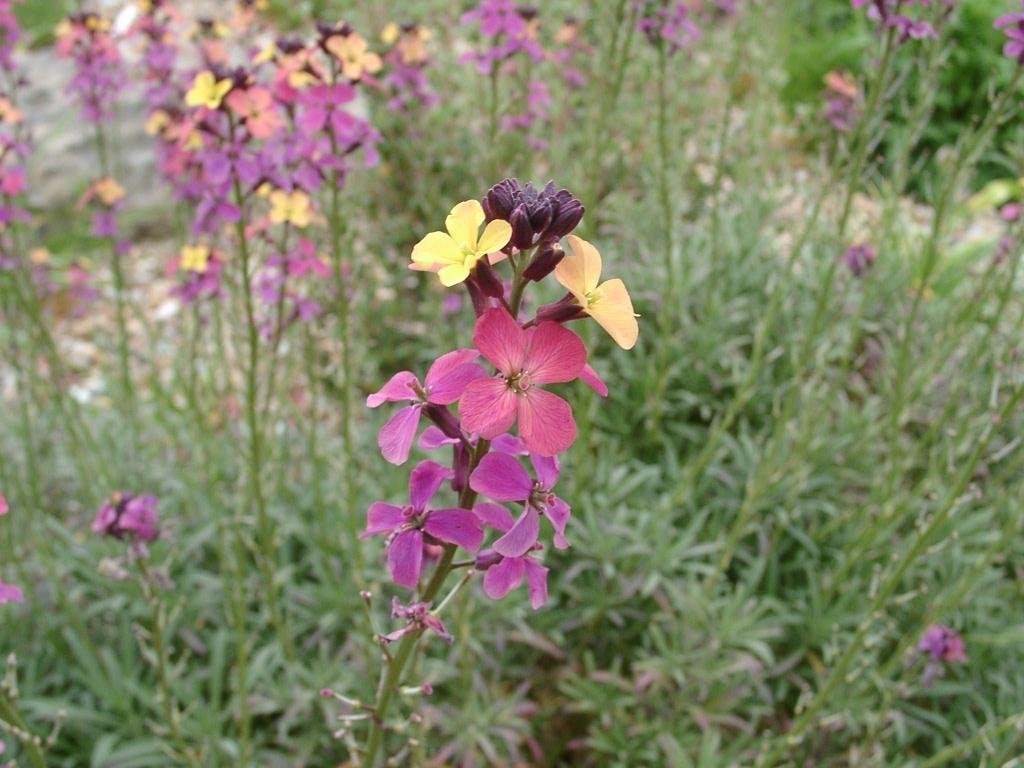
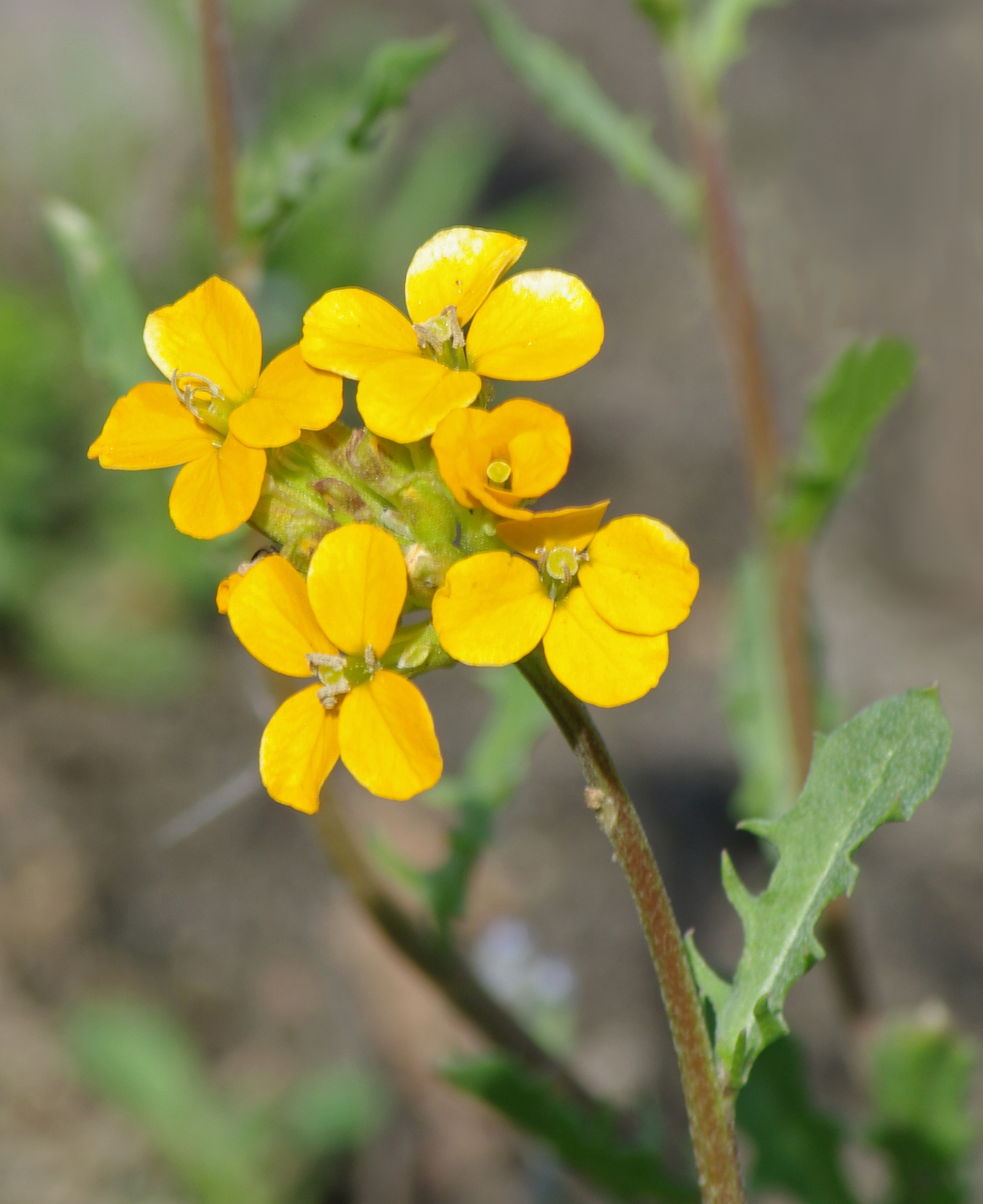
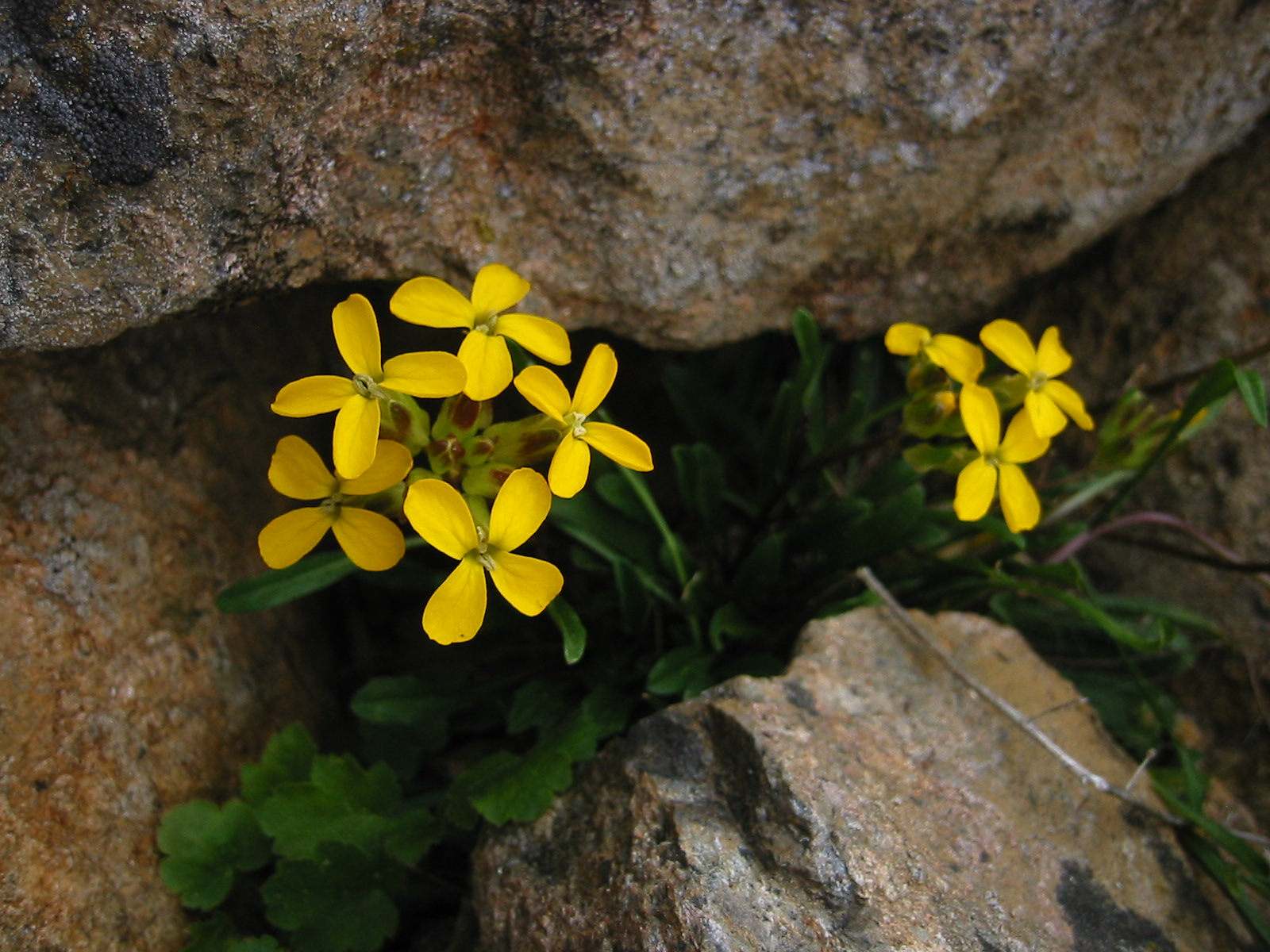

## Dottertaxa till Kårlar, i alfabetisk ordning[1]
- Erysimum acrotonum
- Erysimum adcumbens
- Erysimum aitchisonii
- Erysimum aksaricum
- Erysimum alaicum
- Erysimum amasianum
- Erysimum ammophilum
- Erysimum amplexicaule
- Erysimum amurense
- Erysimum arbuscula
- Erysimum arenicola
- Erysimum argyrocarpum
- Erysimum armeniacum
- Erysimum artwinense
- Erysimum asperulum
- Erysimum asperum
- Erysimum aucherianum
- Erysimum aureum
- Erysimum aznavourii
- Erysimum babadagense
- Erysimum babataghi
- Erysimum badghysi
- Erysimum baeticum
- Erysimum benthamii
- Erysimum bicolor
- Erysimum boissieri
- Erysimum bonannianum
- Erysimum boreale
- Erysimum brachycarpum
- Erysimum brevistylum
- Erysimum bulgaricum
- Erysimum caboverdeanum
- Erysimum cachemiricum
- Erysimum caespitosum
- Erysimum callicarpum
- Erysimum calycinum
- Erysimum candicum
- Erysimum canescens
- Erysimum canum
- Erysimum capitatum
- Erysimum carium
- Erysimum carniolicum
- Erysimum caspicum
- Erysimum caucasicum
- Erysimum cazorlense
- Erysimum chazarjurti
- Erysimum cheiranthoides
- Erysimum cheiri
- Erysimum clausioides
- Erysimum coarctatum
- Erysimum collinum
- Erysimum comatum
- Erysimum concinnum
- Erysimum contractum
- Erysimum corinthium
- Erysimum crassicaule
- Erysimum crassipes
- Erysimum crassistylum
- Erysimum crepidifolium
- Erysimum creticum
- Erysimum croceum
- Erysimum cuspidatum
- Erysimum cyaneum
- Erysimum czernjajevii
- Erysimum deflexum
- Erysimum degenianum
- Erysimum diffusum
- Erysimum dolpoense
- Erysimum drenowskii
- Erysimum duriaei
- Erysimum echinellum
- Erysimum elbrusense
- Erysimum erosum
- Erysimum exaltatum
- Erysimum ferganicum
- Erysimum flavum
- Erysimum forrestii
- Erysimum franciscanum
- Erysimum frigidum
- Erysimum funiculosum
- Erysimum gelidum
- Erysimum ghaznicum
- Erysimum ghiesbreghtii
- Erysimum gladiiferum
- Erysimum graecum
- Erysimum gramineum
- Erysimum griffithii
- Erysimum grubovii
- Erysimum gypsaceum
- Erysimum hakkiaricum
- Erysimum handel-mazzettii
- Erysimum hedgeanum
- Erysimum hieraciifolium
- Erysimum hirschfeldioides
- Erysimum horizontale
- Erysimum huber-morathii
- Erysimum humile
- Erysimum hungaricum
- Erysimum ibericum
- Erysimum idae
- Erysimum incanum
- Erysimum inconspicuum
- Erysimum inense
- Erysimum insulare
- Erysimum ischnostylum
- Erysimum jodonyx
- Erysimum jugicolum
- Erysimum kazachstanicum
- Erysimum kerbabaevii
- Erysimum koelzii
- Erysimum korabense
- Erysimum kotschyanum
- Erysimum kotuchovii
- Erysimum krendlii
- Erysimum krynitzkii
- Erysimum krynkense
- Erysimum kuemmerlei
- Erysimum kurdicum
- Erysimum lagascae
- Erysimum laxiflorum
- Erysimum leptocarpum
- Erysimum leptophyllum
- Erysimum leptostylum
- Erysimum leucanthemum
- Erysimum lilacinum
- Erysimum linariifolium
- Erysimum linifolium
- Erysimum lycaonicum
- Erysimum macilentum
- Erysimum macrospermum
- Erysimum macrostigma
- Erysimum maderense
- Erysimum majellense
- Erysimum marschallianum
- Erysimum marshallii
- Erysimum melicentae
- Erysimum menziesii
- Erysimum metlesicsii
- Erysimum meyerianum
- Erysimum michaelis
- Erysimum microtrichon
- Erysimum moesiacum
- Erysimum mongolicum
- Erysimum montanum
- Erysimum montosicolum
- Erysimum moranii
- Erysimum mutabile
- Erysimum myriophyllum
- Erysimum nabievii
- Erysimum nanum
- Erysimum nasturtioides
- Erysimum naxense
- Erysimum nervosum
- Erysimum nevadense
- Erysimum nuratense
- Erysimum nuristanicum
- Erysimum occidentale
- Erysimum odoratum
- Erysimum oleifolium
- Erysimum olympicum
- Erysimum pachycarpum
- Erysimum pallasii
- Erysimum parnassi
- Erysimum pectinatum
- Erysimum penyalarense
- Erysimum perenne
- Erysimum perofskianum
- Erysimum persepolitanum
- Erysimum pirinicum
- Erysimum ponticum
- Erysimum popovii
- Erysimum pseudoatticum
- Erysimum pseudocuspidatum
- Erysimum pseudopurpureum
- Erysimum pseudorhaeticum
- Erysimum pulchellum
- Erysimum purpureum
- Erysimum pusillum
- Erysimum pycnophyllum
- Erysimum raulinii
- Erysimum repandum
- Erysimum rhaeticum
- Erysimum rhodium
- Erysimum roseum
- Erysimum salangense
- Erysimum samarkandicum
- Erysimum scabrum
- Erysimum schlagintweitianum
- Erysimum scoparium
- Erysimum semperflorens
- Erysimum senoneri
- Erysimum siliculosum
- Erysimum sintenisianum
- Erysimum sisymbrioides
- Erysimum slavjankae
- Erysimum smyrnaeum
- Erysimum sorgerae
- Erysimum stenophyllum
- Erysimum stocksianum
- Erysimum strictisiliquum
- Erysimum strictum
- Erysimum substrigosum
- Erysimum subulatum
- Erysimum suffrutescens
- Erysimum sylvestre
- Erysimum szowitsianum
- Erysimum takhtajanii
- Erysimum talijevii
- Erysimum tenellum
- Erysimum teretifolium
- Erysimum thomsonii
- Erysimum tianschanicum
- Erysimum transiliense
- Erysimum transsilvanicum
- Erysimum ucranicum
- Erysimum uncinatifolium
- Erysimum wagifii
- Erysimum wardii
- Erysimum vassilczenkoi
- Erysimum welcevii
- Erysimum verrucosum
- Erysimum wilczekianum
- Erysimum violascens
- Erysimum virgatum
- Erysimum vitellinum
- Erysimum witmannii